# Sander van Droffelaar
Sander van Droffelaar (Amsterdam, 2 september 1914 – Groningen, door executie 16 november 1949) was een Nederlands oorlogsmisdadiger.

## Levensloop
Van Droffelaar was de zoon van Hendrik van Droffelaar en Catharina van Wal. Na de ambachtsschool te zijn opgeleid tot machinebankwerker komt Van Droffelaar te werken bij Stork en later de machine- en wapenfabriek Hembrug. Als tiener sloot Van Droffelaar zich aan bij de Kaderlandstorm, een organisatie waar jongens vrijwillig een basis militaire dienst konden doorlopen. In juni 1934 gaat Van Droffelaar in militaire dienst bij het onderdeel Infanterie, waar hij in augustus van dat jaar de rang van sergeant behaald. In mei van 1935 gaat hij over naar het Korps Politietroepen.
Na de opleiding bij de Politietroepen komt Van Droffelaar te werken in Woudenberg en vlak voor de Tweede Wereldoorlog wordt hij overgeplaatst hij naar Rotterdam. In Woudenberg ontmoet hij de aldaar geboren Neeltje Margaretha van Ruler (1918-1976), met wie hij op 4 oktober 1939 trouwt. Na de caputilatie in 1940 gaat Van Droffelaar over naar de burgerpolitie bij het Korps Rijksveldwacht en sluit zich later dat jaar aan bij de NSB. Na het opheffen van het Korps Rijksveldwacht en diverse reorganisaties bij de politie tijdens de bezetting komt Van Droffelaar in 1943 terecht bij de Staatspolitie en wordt gedetacheerd naar de Duitse Sicherheitsdienst.

## Tweede Wereldoorlog
In 1944 is wachtmeester Van Droffelaar gedetacheerd bij de SD in Assen en actief betrokken bij de executie van zeven jongeren die gevlucht waren uit het Kamp Vledder bij onderduikershol Wapserveld Doldersum op 8 september 1944. Gerardus M. van Corstanje, Jan van Dijk, Pieter Groenhuis, Wilhelmus Kloonen, David Oomens en Christiaan van Tongeren kwamen hierbij om, Roelof IJsselstein overleefde.
Verzetsmannen Roel Oosting en Albert Bijlsma, opgepakt met een illegale radio in Assen, werden 18 september 1944 geëxecuteerd door Van Droffelaar en mede SD'er Jan Lamberts.
Bij het proces bij de Assense Kamer van het Bijzonder Gerechtshof te Leeuwarden werd hem buiten de 7 moorden ook een waslijst aan mishandelingen en martelingen ten laste gelegd. Van Droffelaar werd ter dood veroordeeld en na afwijzing van zijn gratieverzoek op 16 november 1949 in Groningen gefusilleerd.